# Pilosella plaicensis
Pilosella plaicensis — вид рослин із родини айстрових (Asteraceae).

## Середовище проживання
Зростає у Європі (Швеція, Німеччина, Швейцарія, Австрія, Італія, Україна).